# Beatriz Becerra

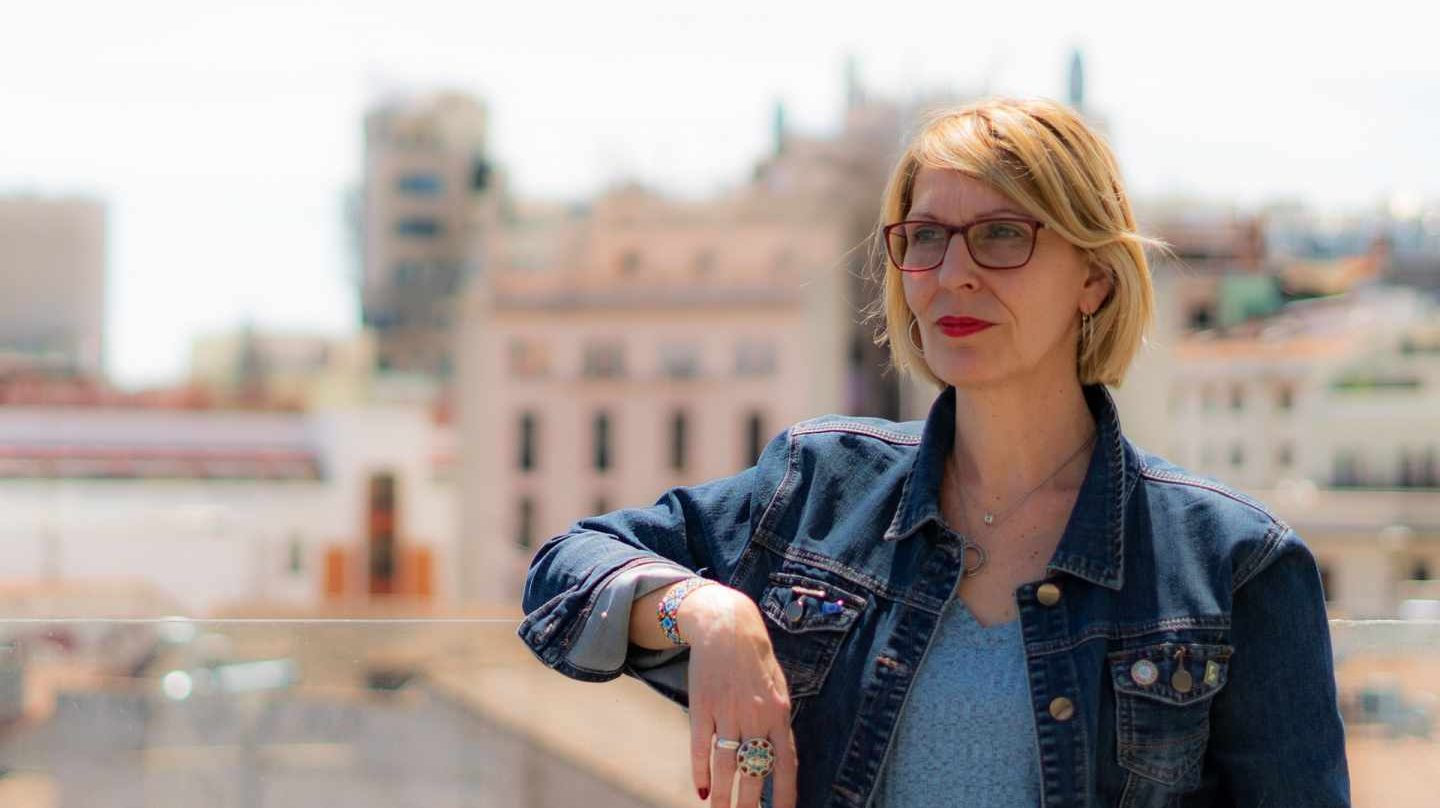
Beatriz Becerra es escritora, articulista y conferenciante

Beatriz Becerra Basterrechea (Madrid, 14 de noviembre de 1966) es una escritora y política española.
En 2023 fundó la organización España Mejor junto a Miriam González Durántez y Begoña Lucena, dedicada a dinamizar la participación efectiva de los ciudadanos españoles en la elaboración e impulso de propuestas de políticas públicas. 
De 2020 a 2023 fue directora general de Participación Ciudadana, Acción Exterior, Cooperación al Desarrollo, Transparencia y Buen Gobierno del Ayuntamiento de Málaga. 
En la legislatura 2014-2019 del Parlamento Europeo fue vicepresidenta de la subcomisión de Derechos Humanos formando parte del Grupo de la Alianza de los Liberales y Demócratas por Europa.
Entre 2009 y 2014 formó parte del Consejo de Dirección de Unión Progreso y Democracia como responsable de Comunicación. Fue elegida eurodiputada en las elecciones al Parlamento Europeo de 2014 tras concurrir por la lista de UPyD.

## Biografía
Doctora en Derecho, Gobierno y Políticas Públicas por la Universidad Autónoma de Madrid, se licenció en Psicología Industrial por la Universidad Complutense de Madrid en 1989 y realizó diversos masters y posgrados en Dirección de Recursos Humanos, Dirección de Marketing, Dirección de Empresas no Lucrativas, Dirección Estratégica y Administración y Dirección de Empresas (MBA Executive en IEDE).
Entre 1989 y 2005 trabajó en el sector audiovisual en multinacionales como CBS -donde obtuvo su primer trabajo-, Buena Vista International España (propiedad de The Walt Disney Company). Entre 1998 y 2005 trabajó en Sony Pictures Entertainment, en la que llegó a ser directora de Marketing y Ventas para España y Portugal. También trabajó para la ONG Acción contra el hambre y como consultora para Discovery Networks.
Ha sido docente en estudios de posgrado entre 1998 y 2014 en el Centro Universitario Villanueva y en ICADE (Universidad Pontificia de Comillas).
Sin pertenencia política previa, en 2008 se afilia a Unión Progreso y Democracia, partido político español fundado en 2007 y cuya líder era por entonces Rosa Díez. En el I Congreso de UPyD celebrado en 2009 resultó elegida para el principal órgano ejecutivo, el Consejo de Dirección, al formar parte de la candidatura encabezada por Díez. Durante los siguientes cuatro años y medio fue la responsable de Comunicación del partido. 
Concurrió a las Elecciones al Parlamento Europeo del 25 de mayo de 2014 en la lista de UPyD. Salió elegida al recabar su partido el 6,5 % de los votos y lograr cuatro escaños. UPyD se incorporó al Grupo de la Alianza de Liberales y Demócratas por Europa (ALDE), presidido por el belga Guy Verhostadt.
Durante los meses siguientes a las elecciones, UPyD sufrió una serie de crisis internas y electorales que acabaron con la retirada de Francisco Sosa Wagner, a quien acabó por dedicarle un fisking, y de Rosa Díez y con su partido fuera del Congreso de los Diputados y sin apenas cargos públicos relevantes. El 1 de abril de 2016, Becerra anunció, junto con otros cargos y miembros de UPyD, que abandonaba el partido porque “había dejado de ser útil a la sociedad". Continuó como eurodiputada independiente dentro del Grupo ALDE.

## Actividad en el Parlamento Europeo
Tras incorporarse al Parlamento Europeo, Beatriz Becerra entró en las comisiones de Empleo y Asuntos Sociales, Derechos de la Mujer e Igualdad de Género y Peticiones. En noviembre de 2014 dejó la primera de ellas y se incorporó a la comisión de Desarrollo y a la subcomisión de Derechos Humanos, de la que fue vicepresidenta. Además, formó parte de las delegaciones de la Eurocámara en la Asamblea Parlamentaria Euro-Latinoamericana y en la Comisión Parlamentaria Mixta UE-México. También fue suplente en la Delegación para las Relaciones con Japón.
Ha sido ponente en el informe del Parlamento Europeo sobre salud mental e igualdad de género, en el que se planteaba la necesidad de incorporar una perspectiva de género a la investigación y el tratamiento de las enfermedades.
Fue miembro de la task force de eurodiputados para el Brexit, orientada en especial a garantizar los derechos de los europeos residentes en Reino Unido y de los británicos residentes en la UE tras el referéndum que aprobó el abandono de las instituciones europeas por parte de Londres.

Derechos Humanos
En 2016 presentó dentro del Grupo ALDE la candidatura de la activista yazidí Nadia Murad Basee para el premio Sajarov a la libertad de conciencia. ALDE apoyó esta candidatura y el 27 de octubre del mismo año se anunció que el Parlamento Europeo concedía el premio Sajarov a Nadia Murad y a Lamiya Aji Bashar, también activista yazidí. En 2018 Murad ganaría, junto con Denis Mukwege, el premio Nobel de la Paz.
En junio de 2018, Becerra acompañó a Murad durante una visita a España en la que la yazidí participó en la celebración de los 30 años del premio Sájarov en Madrid y presentó su proyecto Sinjar Action Fund en Málaga.

Radicalización y lucha contra el terrorismo
En septiembre de 2016, Becerra presentó la plataforma AWARE (Alliance of Women Against Radicalisation and Extremism), una red orientada al estudio y prevención de la radicalización desde una perspectiva de género y que defiende la creación de una política común europea al respecto. La plataforma cuenta con el apoyo de mujeres como Nadia Murad o Miriam González Durántez.
En octubre de 2018, organizó en el Parlamento Europeo una audiencia sobre "El papel de la mujer en la prevención de la radicalización" en el que contó con expertas internacionales.
Previamente, trabajó para mantener abierta en la Comisión de Peticiones la petición de la asociación Dignidad y Justicia para impulsar desde Europa la resolución de los 379 asesinatos sin resolver cometidos por la banda terrorista ETA. Finalmente, la Eurocámara intervino mediante una carta dirigida al Gobierno de España.

Venezuela
En política internacional, ha destacado por su apoyo a la oposición venezolana en su enfrentamiento con el gobierno de Nicolás Maduro, liderando para el grupo ALDE la negociación sobre una resolución del Parlamento Europeo que exigía, entre otras medidas, la liberación de los presos políticos.
En el 2017, tras varios meses de protestas en Venezuela, Becerra impulsó la candidatura de la oposición política venezolana para el premio Sajarov, premio que recibirían a final de ese año. Becerra ha mantenido enfrentamientos dialécticos con miembros del gobierno venezolano por su actividad en esta cuestión. En junio de 2018 fue a Cúcuta, ciudad fronteriza entre Colombia y Venezuela, como parte de una misión parlamentaria para observar la situación de los refugiados venezolanos que llegan a esta ciudad.
Como representante del Grupo ALDE, ha participado en las negociaciones del Parlamento Europeo que dieron como resultado la petición de sanciones contra dirigentes chavistas, sanciones que fueron aprobadas por el Consejo Europeo y ampliadas en revisiones posteriores.

Cataluña
El 7 de julio de 2017, en respuesta a una carta de la eurodiputada, el presidente de la Comisión Europea, Jean-Claude Juncker, confirmó que, si se produjera la secesión de Cataluña, el nuevo Estado quedaría automáticamente excluido de la Unión Europea. En septiembre, el presidente del Parlamento Europeo, Antonio Tajani, contestó también a Becerra afirmando que «cualquier acción contra la Constitución de un Estado miembro es una acción contra el marco legal de la Unión Europea».
En diciembre de 2018, volvió a dirigirse por escrito a los presidentes de las instituciones de la UE para pedir que actuaran ante los disturbios producidos en Cataluña por parte de los Comités de Defensa de la República y de las declaraciones del presidente autonómico catalán, Quim Torra, sobre la "vía eslovena" para la independencia de Cataluña.
También en relación con Cataluña, trabajó por mantener abierta en la Comisión de Peticiones la reclamación sobre la política de inmersión lingüística que ciudadanos españoles denunciaron ante la Eurocámara. La petición tuvo como resultado una carta de la presidenta de la Comisión a la Generalitat que se hacía eco de las denuncias.
Posteriormente, Becerra explicaría, recordando lo sucedido, que «el presidente Tajani estableció de forma clara y contundente que cualquier amenaza a la Constitución de un Estado miembro es una amenaza y un ataque a la Unión Europea, que es un marco legal y de valores inseparable».

Desinformación
En febrero de 2019, la Alta Representante de la Unión Europea, Federica Mogherini, respondió a una pregunta parlamentaria de Becerra desvelando que el Grupo de Trabajo East Stratcom había detectado 3500 casos de desinformación prorrusa que «desacreditan y tergiversan los procesos democráticos, las políticas y los valores europeos».
El 19 de abril de 2019, organizó el evento Desinformación y educación. Respuestas ciertas en tiempos de noticias falsas, que tuvo lugar en la Telefónica Flagship Store de Madrid y en el que participó, entre otros expertos, Clara Jiménez Cruz, quien formó parte del Grupo de Expertos de Alto Nivel de la Unión Europea que elaboró por encargo de la Comisión Europea un informe sobre desinformación.
El 13 de febrero de 2019, presentó junto al politólogo y periodista José Ignacio Torreblanca y a la historiadora Mira Milosevich-Juaristi el libro del periodista David Alandete Fake News. La nueva arma de destrucción masiva, en el que se hace un recorrido por destacados acontecimientos recientes donde intervino la desinformación en todo el mundo.

## Libros Publicados
- Las criadas de Caifás ( Leer-e, 2008)
- La reina del Plata (Leer-e, 2013)
- La estirpe de los niños infelices (Leer-e, 2014)
- Eres liberal y no lo sabes (Deusto, 2018)

En julio de 2018, Becerra anunció la publicación de su libro Eres liberal y no lo sabes, editado por Deusto, descrito por la editorial como «un manifiesto para un liberalismo integrador, libre de dogmatismos y moderno». Eres liberal y no lo sabes se publicó el 18 de septiembre del mismo año y los beneficios de los derechos de autor de esta obra se destinarán íntegramente a Reporteros sin Fronteras, sección española.
Becerra señaló que Eres liberal y no lo sabes es un libro en el que propone una alianza contra los populistas que se base tanto en defender lo más valioso de lo conseguido desde la posguerra mundial como en nuevos puntos de vista y propuestas actualizadas para los problemas más acuciantes de estos tiempos.

## Distinciones
- Premio Trayectoria y Compromiso de la revista Mujeres a seguir[30]
- Premio Cambio 16 en la categoría de Derechos Humanos[31]